# 597 v.Chr.
Het jaar 597 v.Chr. is een jaartal volgens de christelijke jaartelling.

## Gebeurtenissen

### Palestina
- Jeruzalem wordt ingenomen door de Babylonische troepen van koning Nebukadnezar II.
- De Joodse tempel wordt geplunderd en Jojachin wordt afgevoerd naar Babylon.
- Sedekia wordt door Nebukadnezar II tot vazalkoning van Juda aangesteld.

### Griekenland
- Cypselus wordt benoemd tot archont van Athene.